# Hrabstwo Jack

Piramida wieku hrabstwa

Hrabstwo Jack – rolnicze hrabstwo położone w USA, w północnej części stanu Teksas, w sąsiedztwie metropolii Dallas–Fort Worth. Utworzone w 1856 r. Według danych z 2023 roku liczy 8875 mieszkańców (w tym 44,6% stanowiły kobiety). Siedzibą hrabstwa jest miasteczko Jacksboro.

## Gospodarka
Średni dochód gospodarstwa domowego (dane z 2023) w hrabstwie wynosi 65 693 dolarów, zaś dochód na mieszkańca 31 398 dolarów. 13,2% mieszkańców żyje poniżej relatywnej granicy ubóstwa.
W hrabstwie dominuje rolnictwo (głównie ranczerstwo), które utrzymuje niską gęstość zaludnienia. Rozległa mechanizacja rolnictwa zaowocowała dużymi gospodarstwami i niewielkim zapotrzebowaniem na pracowników. Rolnictwo zdominowane przez hodowle trzody chlewnej, kóz, bydła, owiec i koni. Rozwinięta akwakultura.

## Geografia
Według danych amerykańskiego Biura Spisów Ludności (U.S. Census Bureau), hrabstwo zajmuje powierzchnię 2383 km², z czego 2359 km² stanowią lądy, a 24 km² (1%) stanowią wody. W hrabstwie znajdują się jeziora Lost Creek Reservoir, Lake Bridgeport i Lake Jacksboro. Hrabstwo przecina rzeka West Fork (dopływ Trinity River).

### Sąsiednie hrabstwa
- Hrabstwo Clay (północ)
- Hrabstwo Montague (północny wschód)
- Hrabstwo Wise (wschód)
- Hrabstwo Parker (południowy wschód)
- Hrabstwo Palo Pinto (południe)
- Hrabstwo Young (zachód)
- Hrabstwo Archer (północny zachód)

### Miasta
- Bryson
- Jacksboro
- Perrin (CDP)

## Demografia
Według danych pięcioletnich z 2023 roku, mieszkańcy deklarowali głównie pochodzenie meksykańskie (15,9%), angielskie (13,1%), irlandzkie (8,1%), „amerykańskie” (7,6%), mieszane (6%), niemieckie (5,1%) i afroamerykańskie (3,5%). Trzy czwarte (75,6%) mieszkańców to biali niebędący Latynosami. 